# クロベ
クロベ（黒檜、学名: Thuja standishii）は、裸子植物マツ綱のヒノキ科クロベ属（ネズコ属）の1種である。ネズコ（鼠子）ともよばれ、これを標準名としていることもある。高木になる常緑針葉樹であり（図1）、小枝は十字対生する鱗片状の葉によって扁平に覆われ、裏面の気孔帯は目立たない。"花期"は5月、球果はその年の秋に熟し、木質、果鱗は肥厚せず瓦状に重なる。日本固有種であり、本州と四国の山地帯から亜高山帯に分布する。材は建築用などに利用され、木曽五木の1つとされる。

## 特徴
常緑高木になる針葉樹であり、幹は直立し、大きなものは高さ35メートル (m)、幹の直径 1.8 m になる（図1, 2a）。樹冠は基本的に円錐形。岩上や風衝地に生育するものは匍匐状の樹形になることもあり、また幹がときに捻じれる。樹皮は赤褐色で艶があり、縦に薄くはがれる。小枝は平面的に分枝して水平に広がり、鱗形葉によって扁平に覆われて表裏の別（背腹性）を示すが、ヒノキなど類似種に比べて明瞭ではない（下図2b）。
葉は鱗片状の鱗形葉、長さ2–4ミリメートル (mm) でヒノキより大きくアスナロより小さく、やや厚く、鈍頭、無毛、十字対生して小枝を平面的に覆う。葉で覆われた枝は背腹性を示し、表面は深緑色、裏面の気孔帯は緑白色で目立たないため、ヒノキなどに比べて背腹の違いは小さい（上図2b）。
雌雄同株、"花期"は5月。雄球花は小枝の先端に頂生し、紫黒色、球形から楕円形、長さ 1.5–2 mm、小胞子葉（"雄しべ"）が十字対生し、それぞれ花粉嚢（葯室）を4個つける（上図3a）。雌球花も小枝の先端に頂生し、黄緑色、卵球形、3–4対の十字対生する果鱗（種鱗+苞鱗）からなる。球果はその年の10–11月に成熟し、木質、オレンジ色を帯び、上向きにつき、広卵形から楕円形、長さ 8–10 mm、果鱗は瓦状に配置し、扁平で広卵形から広楕円形、鈍頭、先端付近に小角がある（上図2b, 3b）。各果鱗には2–3個の種子がつき、種子は褐色、線状楕円形、長さ 5–7 mm、両側に狭い翼がある。染色体数は 2n = 22。
葉の精油成分としては、フェランドレン、β-ピネン、リモネン、ボルニルアセテートなどが報告されている。また材にはトロポロン化合物が含まれ、β-ツヤプリシン（ヒノキチオール）も少量存在する。

## 分布・生態
日本固有種であり、本州（秋田県から中部地方）および四国の山地帯（ブナ帯）上部から亜高山帯に分布する。山地の尾根や岩場に見られる。シラビソ、キタゴヨウ、コメツガ（マツ科）、ヒノキ（ヒノキ科）などと混生する。蛇紋岩地帯にも耐える。陰樹であり、成長はやや遅い。植林されることはほとんどない。

## 保全状況評価

### レッドリスト
国際自然保護連合（IUCN）のレッドリストでは、近危急種 (NT) に指定されている。
日本全体としては絶滅危惧等の指定はないが、各都道府県では、以下のレッドリストの指定（統一カテゴリ名）を受けており、鳥取県などでは絶滅したとされる（2023年現在）。
- 絶滅種: 神奈川県、鳥取県
- 絶滅危惧I類: 岡山県
- 絶滅危惧II類: 愛知県、愛媛県、高知県
- 情報不足: 茨城県

### 希少個体群保護林
「太鼓山ネズコ遺伝資源」（青森県弘前市）と「山王海ネズコ遺伝資源」（岩手県紫波町）が、希少個体群保護林に指定されている。

### 天然記念物
国指定のクロベの天然記念物はないが、地方自治体指定のクロベの天然記念物の例として、以下のようなものがある。
- 岩神権現のクロベ（山形県大蔵村、村指定）[39]
- 花山の千年クロベ（宮城県栗原市、県指定）[40] - 幹周10 m、樹高22 m、推定樹齢1000年とされる巨樹[41]。「小桧の千年クロベ」とも[42]。
- 湯西川（川戸）ネズコ大木（栃木県日光市、市指定）[43]
- クロベの大樹（岐阜県高山市、県指定）[44]

## 人間との関わり
材は耐朽性が高く、加工がしやすく、建築（欄間、天井板、戸、障子、長押など）、家具、船舶、器具、下駄、経木、曲物などに利用される。古くは樹皮が火縄に使われた。材は軽軟で気乾比重は0.30–(0.36)–0.42、肌目は精だが表面仕上げはあまり良好ではなく、また割れやすい。心材と辺材の境界は明瞭、心材はくすんだ黄褐色から褐色、辺材は狭く黄白色。年輪は明瞭。材は収縮率が小さく狂いが少ないが、光沢に乏しく強度が弱いため構造材には向いていない。材の蓄積量は少ない。また、材に含まれるトロポロン化合物のため、木材加工者にアレルギーを引き起こすことがある。
木曽谷では、クロベ（ネズコ）がヒノキ、サワラ、アスナロ、コウヤマキとともに、木曽五木の1つとされる。クロベの材の有用性は他より劣るが、誤伐の言い訳（クロべと誤ってヒノキを伐採してしまったなど）を封ずるために留め木（伐採禁止の木）に追加されたともされる。クロベで作られた下駄は中信地方の特産品であり、「ねずこ下駄」とよばれる。また、木曽五木を材料とする箱物などは木曽材木工芸品とよばれ、長野県の伝統的工芸品に指定されている。
庭園や公園に植栽されることがある。

## 名称
葉裏の気孔帯が緑白色で目立たないため、ヒノキなど類似種に比べて相対的に葉裏の色が暗く「クロビ（黒檜）」とよばれ、これが「クロベ」に転じたといわれる。これに対して、葉裏の気孔帯が大きく白色のアスナロは、「シラビ（白檜）」とよばれることがある。他に「クロベ」の語源として、材がヒノキに較べて黒っぽいからとする説もある。また、富山県の黒部峡谷に多いことがクロベの名の由来とされることもあるが、逆にクロベが多いことが黒部峡谷の名の由来ともされる。別名でネズコ（鼠子）とよばれるが、これは心材がねずみ色であることに由来するとされる。
そのほかに、クロベスギ、ゴロウヒバ、アカヒなどの別名がある。中国名は「日本香柏」。
学名である Thuja standishii のうち、属名 Thuja はギリシア語で樹脂に富むある常緑樹に由来し、種小名の standishii は、イギリスの栽培家であり John Standish に献名したものである。

## 分類
クロベはクロベ属（ネズコ属、学名: Thuja）の1種である。クロベ属は5種を含み、クロベの他にアメリカネズコ（ベイスギ、ベイネズコ、Thuja plicata）、ニオイヒバ（Thuja occidentalis）、ニオイネズコ（Thuja koraiensis）、シセンネズコ（Thuja sutchuenensis）が含まれる。
日本産の類似種（ヒノキ、サワラ、アスナロ）と比較すると、クロべは枝葉裏面の気孔帯が目立たない点、球果の果鱗が扁平で先端が盾状にならない点で他と区別できる。